# La Sentinelle
La Sentinelle is een gemeente in het Franse Noorderdepartement (regio Hauts-de-France). De gemeente telde op 1 januari 2022 3.140 inwoners en maakt deel uit van het arrondissement Valenciennes. De gemeente ligt in de agglomeratie van de stad Valenciennes.

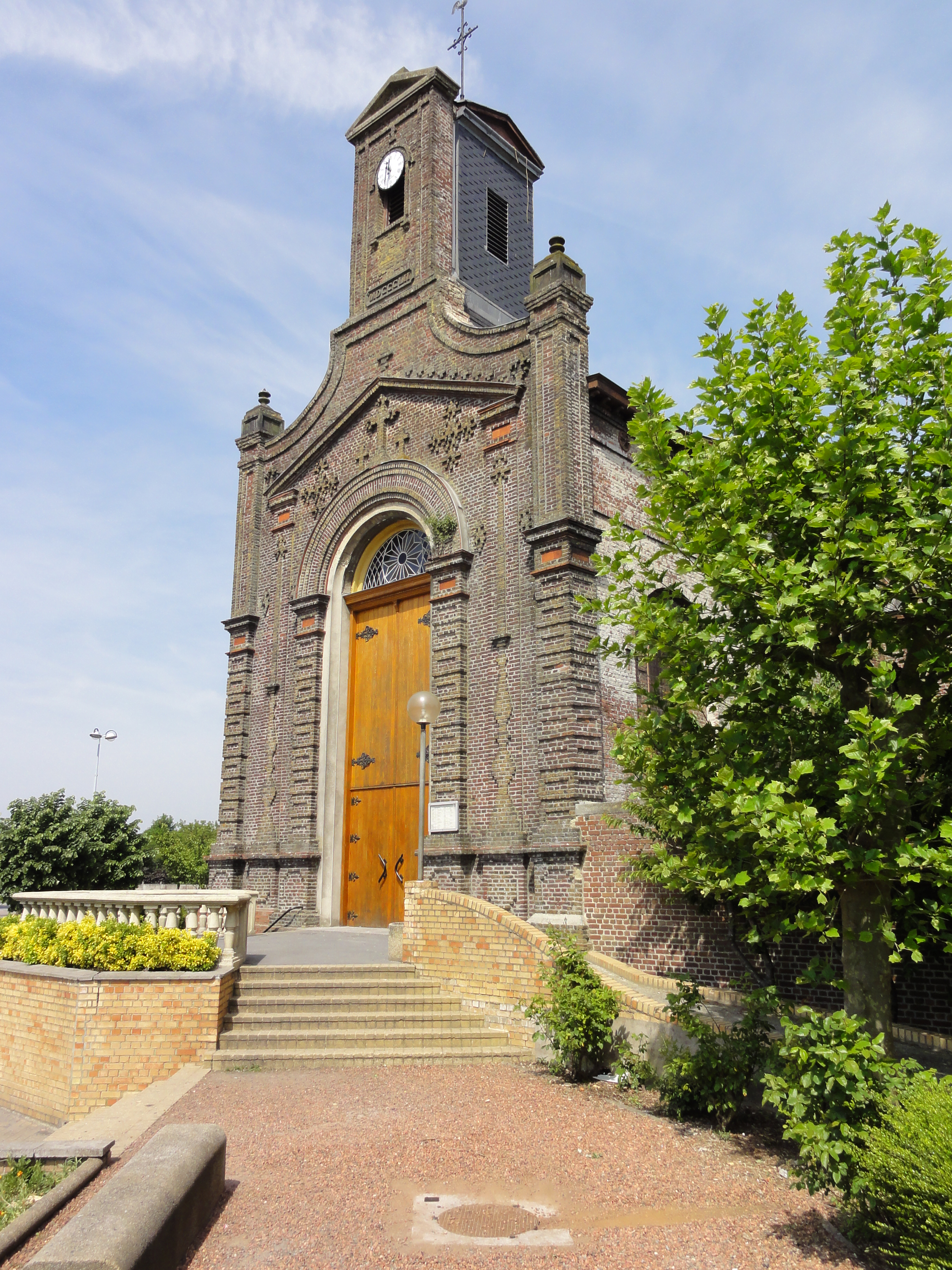
Église Sainte-Barbe en voormalige mijnput

## Geografie
De oppervlakte van La Sentinelle bedroeg op 1 januari 2022 3,89 vierkante kilometer; de bevolkingsdichtheid was toen 807,2 inwoners per km².

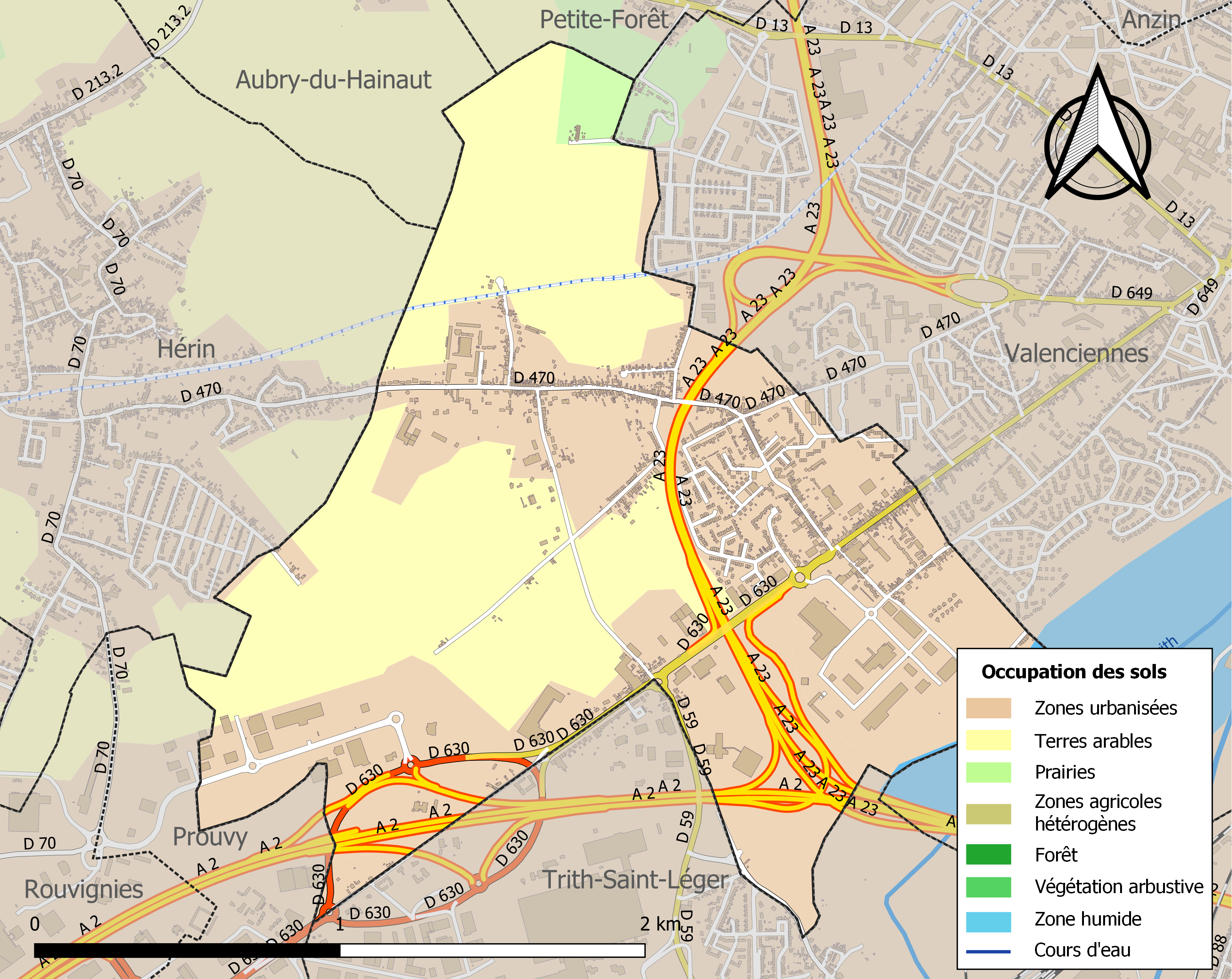
Kaart van de gemeente met belangrijkste infrastructuur, bodemgebruik en omliggende gemeenten

## Geschiedenis
Het grondgebied van La Sentinelle was vroeger een landelijk gebied dat behoorde tot Trith-Saint-Léger. In de 18de en de 19de eeuw werd in de streek steenkool ontdekt en in 1818 opende de Compagnie des Mines d'Anzin hier de mijnschacht "La Sentinelle" (vertaald: wachter). De naam is te danken aan het nabijgelang Etang du Vignoble. Wanneer het waterniveau steeg en er overstromingsgevaar dreigde, waren het de mijnwerkers van La Sentinelle die de naburige schachten konden verwittigen. Vanaf 1826 werden mijnwerkerswoonsten opgetrokken en La Sentinelle groeide uit tot een gehucht. De mijnschacht sloot in 1830 en in 1852 werd de put definitief afgesloten. In 1853 werd een oud mijngebouw omgevormd tot kerk. Het gehucht telde ondertussen meer inwoners dan Trith-Saint-Léger en in 1875 werd La Sentinelle afgesplitst als zelfstandige gemeente.

## Bezienswaardigheden

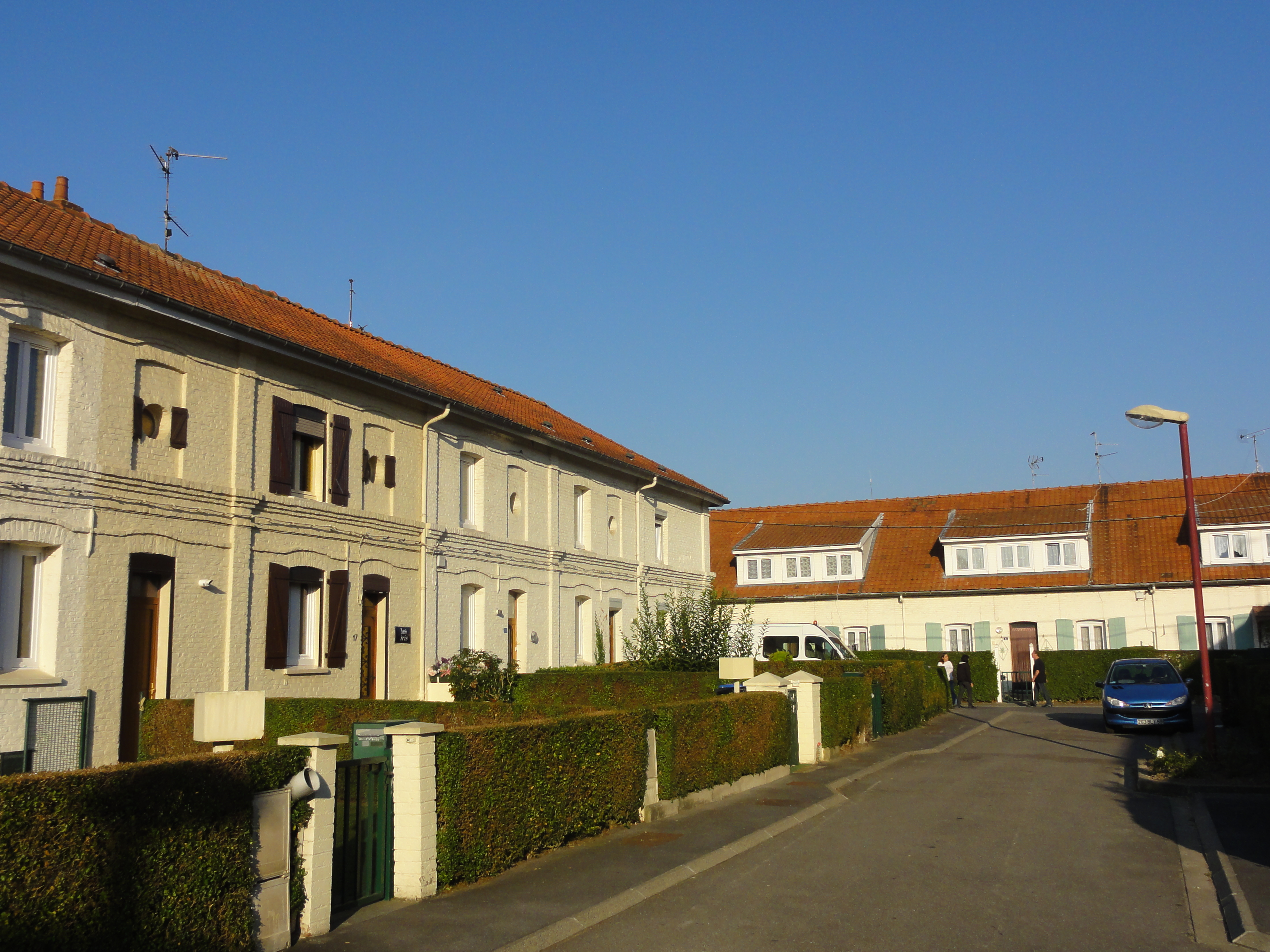
Rue du Cateau, in de beschermde cité

- De Église Sainte-Barbe, een vanaf 1853 verbouwd voormalig mijngebouw. De kerk werd in 2009 geklasseerd als monument historique.
- De arbeiderscité "Coron de l'Église", ingeschreven als monument historique in 2009
- Op de gemeentelijke begraafplaats van La Sentinelle bevinden zich drie Britse oorlogsgraven uit de Eerste Wereldoorlog.

## Demografie
Onderstaande figuur toont het verloop van het inwonertal (bron: INSEE-tellingen).

## Verkeer en vervoer

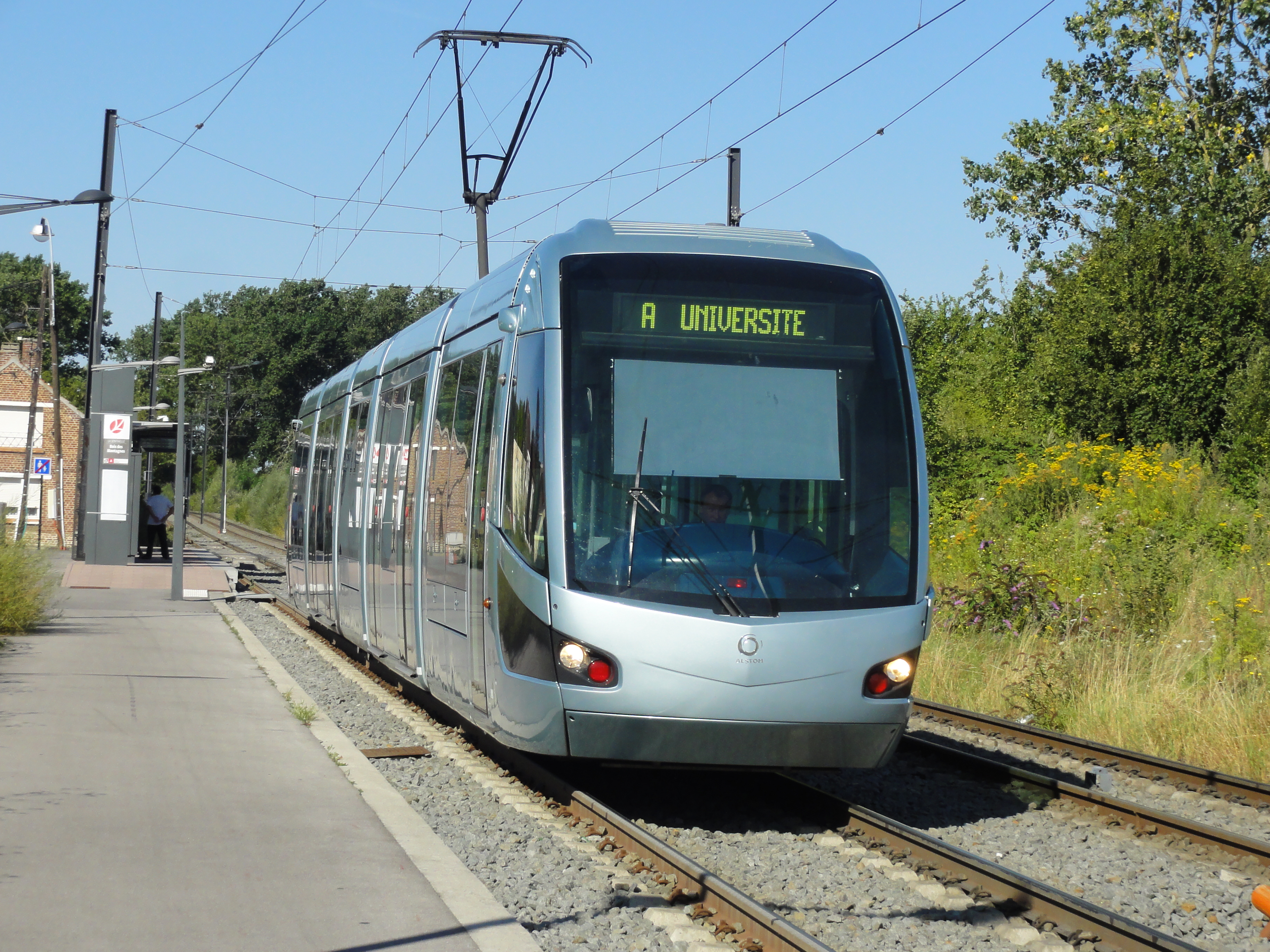
Tramlijn A aan halte Bois des Montagnes

Door de gemeente loopt de snelweg A2/E19, die er een op- en afrit heeft. In La Sentinelle sluit op de A2 de autosnelweg A23 aan.
In de gemeente bevindt zich de halte "Bois des Montagnes" van de tram van Valenciennes.